# Piedra de Rosetta
La piedra de Rosetta es un fragmento de una antigua estela egipcia de granodiorita inscrita con un decreto publicado en Menfis en el año 196 a. C. en nombre del faraón Ptolomeo V. El decreto aparece en tres escrituras distintas: el texto superior en jeroglíficos egipcios, la parte intermedia en escritura demótica y la inferior en griego antiguo. Gracias a que presenta esencialmente el mismo contenido en las tres inscripciones, con diferencias menores entre ellas, esta piedra facilitó la clave para el desciframiento moderno de los jeroglíficos egipcios.
La estela se talló en el período helenístico y se piensa que originalmente estuvo expuesta dentro de un templo, posiblemente en la cercana Sais. Probablemente se trasladó al final de la Antigüedad o durante el sultanato mameluco de Egipto y finalmente se usó como material de construcción en un fuerte cerca de la localidad de Rashid (Rosetta), en el delta del Nilo. Allí la halló el 15 de julio de 1799 el capitán francés Pierre-François Bouchard durante la campaña francesa en Egipto. Debido a que fue el primer texto plurilingüe antiguo descubierto en tiempos modernos, la piedra de Rosetta despertó el interés público por su potencial para descifrar la, hasta entonces ininteligible, escritura jeroglífica egipcia y, en consecuencia, sus copias litográficas y de yeso comenzaron a circular entre los museos y los eruditos europeos. Los británicos derrotaron a los franceses en Egipto y la piedra se transportó a Londres tras la firma de la Capitulación de Alejandría en 1801. Se ha expuesto al público desde 1802 en el Museo Británico, donde es la pieza más visitada. 
La primera traducción completa del texto en griego antiguo apareció en 1803. En 1822, el egiptólogo francés Jean-François Champollion anunció en París el descifrado de los textos jeroglíficos egipcios, pero los lingüistas tardarían todavía un tiempo en leer con seguridad otras inscripciones y textos del antiguo Egipto. Los principales avances de la decodificación fueron el reconocimiento de que la estela ofrece tres versiones del mismo texto (1799), que el texto demótico usa caracteres fonéticos para escribir nombres extranjeros (1802), que el texto jeroglífico también lo hace así y tiene similitudes generales con el demótico —Thomas Young en 1814— y que, además de usarse para los nombres extranjeros, los caracteres fonéticos se usaron asimismo para escribir palabras nativas egipcias —Champollion entre 1822 y 1824—. 
Más tarde, se descubrieron dos copias fragmentarias del mismo decreto, y en la actualidad se conocen varias inscripciones egipcias bilingües y trilingües, incluidos dos decretos ptolemaicos, como el Decreto de Canopus de 238 a. C. y el Decreto de Menfis de Ptolomeo IV, c. 218 a. C. Por ello, aunque la piedra de Rosetta ya no es única, fue un referente esencial para el entendimiento actual de la literatura y la civilización del Antiguo Egipto, y el propio término «piedra de Rosetta» es hoy usado en otros contextos como el nombre de la clave esencial para un nuevo campo del conocimiento.

## Descripción
La piedra de Rosetta tiene 112,3 cm de altura, 75,7 cm de ancho y 28,4 cm de espesor, mientras que su peso se estima aproximadamente en 760 kilogramos. Presenta tres inscripciones: la superior en jeroglíficos del antiguo Egipto, la central en escritura demótica egipcia y la inferior en griego antiguo. La superficie frontal está pulida y las inscripciones ligeramente incisas en ella, los laterales están suavizados y la parte posterior está toscamente trabajada, sin duda porque no estaba a la vista en su ubicación original.
La estela se describe como «una piedra de granito negro, con tres inscripciones... encontrada en Rosetta» en un catálogo moderno de los objetos descubiertos por la expedición francesa a Egipto. En algún momento después de su llegada a Londres, las inscripciones de la estela se rellenaron con tiza blanca para hacerlas más legibles, mientras que el resto de la superficie se cubrió con una capa de cera de carnaúba destinada a protegerla de los dedos de los visitantes, lo que le dio un color negro a la piedra; esto llevó a su identificación errónea como basalto negro. Estas adiciones se retiraron en una limpieza que se le practicó en 1999 y que reveló el gris oscuro original, el brillo de su estructura cristalina y las vetas rosas que recorren su esquina superior izquierda. Las comparaciones con la colección Klemm de piedras egipcias ubicada en el Museo Británico mostró su gran parecido con la roca de una pequeña cantera de granodiorita en Gebel Tingar, en la orilla occidental del Nilo y al oeste de Elefantina, en la región de Asuán, cuyas piedras de granodiorita presentan esta peculiar veta rosácea.

### Estela original

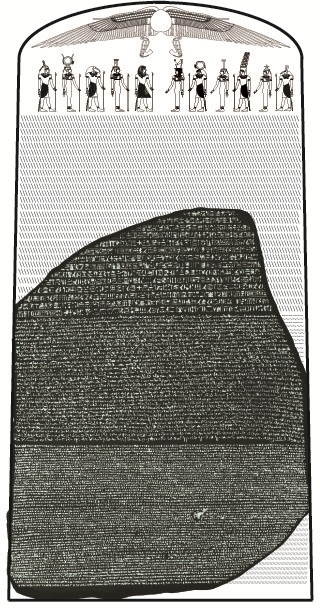
Una posible recreación de la estela original.

La piedra de Rosetta es un fragmento de una estela más grande, aunque no se han encontrado otras partes en el lugar en que se halló. Debido a que le faltan fragmentos, ninguno de sus textos está completo. El más dañado es el superior, escrito en jeroglífico, del que solo son visibles catorce líneas, todas interrumpidas en su lado derecho, y doce de ellas incompletas en el lateral izquierdo. El siguiente registro escrito en demótico ha sobrevivido mejor, pues tiene treinta y dos líneas, catorce de las cuales están ligeramente dañadas en el lado derecho. El texto inferior en griego cuenta con cincuenta y cuatro líneas, veintisiete de ellas completas y el resto gradualmente dañadas por la rotura diagonal de la esquina inferior derecha de la estela.
La extensión completa del texto jeroglífico y el tamaño total de la estela original puede estimarse sobre la base de la comparación con otras estelas que han perdurado, incluidas otras copias del mismo decreto. El anterior decreto de Canopo, creado en el 238 a. C. durante el reinado de Ptolomeo III, tiene 219 cm de alto y 82 de ancho, y contiene treinta y seis líneas de texto jeroglífico, setenta y tres de demótico y setenta y cuatro de griego con textos de similar longitud. Con esta comparación se puede estimar que se han perdido catorce o quince líneas del texto jeroglífico de la piedra de Rosetta, unos 30 cm. Además de las inscripciones, seguramente contenía una escena que representaba al faraón presentándose a los dioses coronada por un disco solar alado (Behedety), como en la estela de Canopus. Estos paralelismos y un signo jeroglífico para «estela» en la misma piedra —O26 de la lista de Gardiner— sugieren que originalmente tenía un remate superior redondeado y que su altura alcanzaba los 149 cm.

## El decreto de Menfis y su contexto
La estela se elaboró tras la coronación de Ptolomeo V y se le inscribió un decreto que establecía el culto divino al nuevo gobernante, dictado por un congreso de sacerdotes reunidos en Menfis. La fecha que se da del mismo, «4 Xandicus» del calendario macedonio y «18 Meshir» del egipcio, se corresponde con el 27 de marzo de 196 a. C., noveno año del reinado de Ptolomeo V. Esto se confirma al producirse el nombramiento de cuatro sacerdotes que oficiaron en el mismo año: Aëtus, hijo de Aëtus, fue sacerdote del culto divino de Alejandro Magno y los cinco Ptolomeos hasta el propio Ptolomeo V. Los otros tres sacerdotes, nombrados por orden en la estela, dirigían el culto de Berenice Evergetes, esposa de Ptolomeo III, Arsínoe II Filadelfo —hermana y esposa de Ptolomeo II— y Arsínoe Filopator, madre de Ptolomeo V. Sin embargo, se da una segunda fecha en el texto griego y en el jeroglífico, correspondiente con el 27 de noviembre del 197 a. C., aniversario oficial de la coronación de Ptolomeo V. La inscripción en demótico está en contradicción con este dato, pues incluye una lista de días de marzo para el decreto y el aniversario, y aunque no se sabe el porqué de estas discrepancias, está claro que el decreto se publicó en 196 a. C. y tenía la intención de restablecer el dominio de los faraones ptolemaicos sobre Egipto.

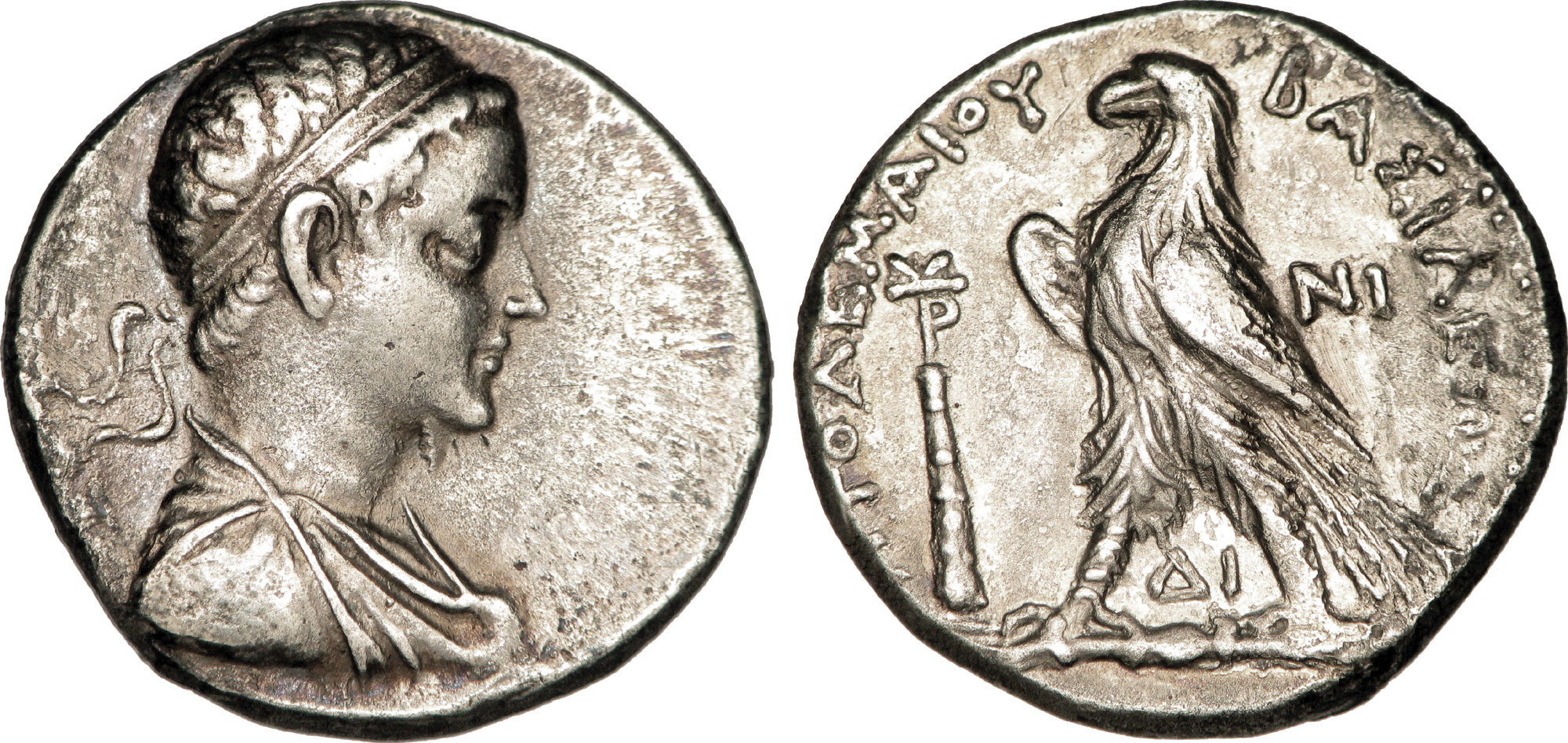
Tetradracma con el rostro del faraón Ptolomeo V.

El decreto data de un período turbulento en la historia de Egipto. Ptolomeo V Epífanes (faraón entre el 204 y el 181 a. C.), hijo de Ptolomeo IV Filopator y su hermana y esposa Arsínoe, se convirtió en gobernante a la edad de cinco años tras la muerte repentina de sus padres, ambos asesinados, de acuerdo a fuentes coetáneas, en una conspiración que involucró a la amante de Ptolomeo IV, Agatoclea. Los conspiradores gobernaron Egipto como guardianes de Ptolomeo V hasta que, dos años después, estalló una revolución liderada por el general Tlepólemo, y Agatoclea y su familia fueron linchados por una turba en Alejandría. Tlepólemo fue sustituido como tutor en el 201 a. C. por Aristómenes de Alicia, que era primer ministro en la época del decreto de Menfis.
Las potencias extranjeras agravaron los problemas internos del reino lágida. Antíoco III el Grande y Filipo V de Macedonia hicieron un pacto para dividir las posesiones ultramarinas de Egipto, pues Filipo se había apoderado de varias ciudades e islas de Tracia y Caria, mientras que la batalla de Panio (198 a. C.) había causado la transferencia de Celesiria, con Judea incluida, de los Lágidas a los Seléucidas. Mientras tanto, en el sur de Egipto existía un estado de revuelta que había comenzado bajo el reinado de Ptolomeo IV y que estuvo liderada por Horunnefer y luego por su sucesor Anjunnefer. Tanto la guerra como la revuelta interna seguían activas cuando el joven Ptolomeo V fue oficialmente coronado en Menfis a la edad de 12 años —siete años después del inicio de su reinado tutelado— y cuando se publicó el decreto de Menfis.
La estela de Rosetta presenta ciertas similitudes con otras estelas de donación que representan al faraón gobernante concediendo una exención de impuestos a los sacerdotes residentes. Los faraones habían elaborado este tipo de estelas durante dos mil años, pues las más antiguas datan del Imperio Antiguo. Aunque en las primeras etapas el propio faraón emitía estos decretos, el de Menfis fue publicado por los sacerdotes, garantes de la cultura tradicional egipcia. El decreto deja constancia de que Ptolomeo V regaló plata y grano a los templos, y que en su octavo año de reinado, durante una inundación especialmente alta del Nilo, ordenó embalsar las aguas sobrantes para beneficio de los agricultores. A cambio de estas acciones, los sacerdotes elevaron plegarias en el cumpleaños del faraón, el día de coronación se celebraría anualmente y todos los sacerdotes de Egipto le servirían junto a los otros dioses. El decreto concluye con la instrucción de que una copia se colocara en cada templo inscrita con el «lenguaje de los dioses» (jeroglífico), el «lenguaje de los documentos» (demótico) y el «lenguaje de los griegos» que usaba el gobierno ptolemaico.
Asegurar el favor de la casta sacerdotal era esencial para los faraones ptolemaicos a fin de conservar un control efectivo sobre el pueblo. Los Sumos Sacerdotes de Menfis, ciudad en que fue coronado el faraón, eran particularmente poderosos por ser la máxima autoridad religiosa de la época y tener influencia en todo el reino. Dado que el decreto se publicó en Menfis, la antigua capital de Egipto, en lugar de en Alejandría, centro de gobierno de la dinastía, es evidente que el joven faraón quería ganarse su apoyo activo. Por lo tanto, aunque el gobierno de Egipto se servía del griego desde las conquistas de Alejandro Magno, el decreto de Menfis, al igual que los dos anteriores decretos, incluyó textos en egipcio para mostrar su relevancia para el pueblo indígena, sometido a la minoría helénica, por medio de la escritura sagrada vinculada a las tradiciones nativas.
No existe una traducción definitiva del decreto a ninguna lengua moderna debido a las pequeñas diferencias entre los tres textos originales y a que se continúa desarrollando el conocimiento de las escrituras antiguas. A continuación se ofrece una transcripción de los textos del decreto, traducida de la completa versión inglesa ofrecida por Edwyn R. Bevan en The House of Ptolemy (1927), basada en el texto griego y con comentarios sobre las variaciones entre este y los dos textos egipcios. La versión de Bevan, resumida, comienza así: 

En el reinado del joven —quien ha recibido la realeza de su padre— señor de las coronas, glorioso, que ha consolidado Egipto y es piadoso hacia los dioses, superior a sus enemigos, quien ha restablecido la vida civilizada de los hombres, señor de las Fiestas de los Treinta Años, como Hefesto el Grande; un faraón, como el Sol, el gran faraón de las regiones alta y baja, descendiente de los Dioses Filopatores, a quien Hefesto ha aprobado, a quien el sol le ha dado la victoria, imagen viviente de Zeus, hijo del Sol, Ptolomeo eterno amado por Ptah; en el noveno año, cuando Aëtus, hijo de Aëtus, era sacerdote de Alejandro…;

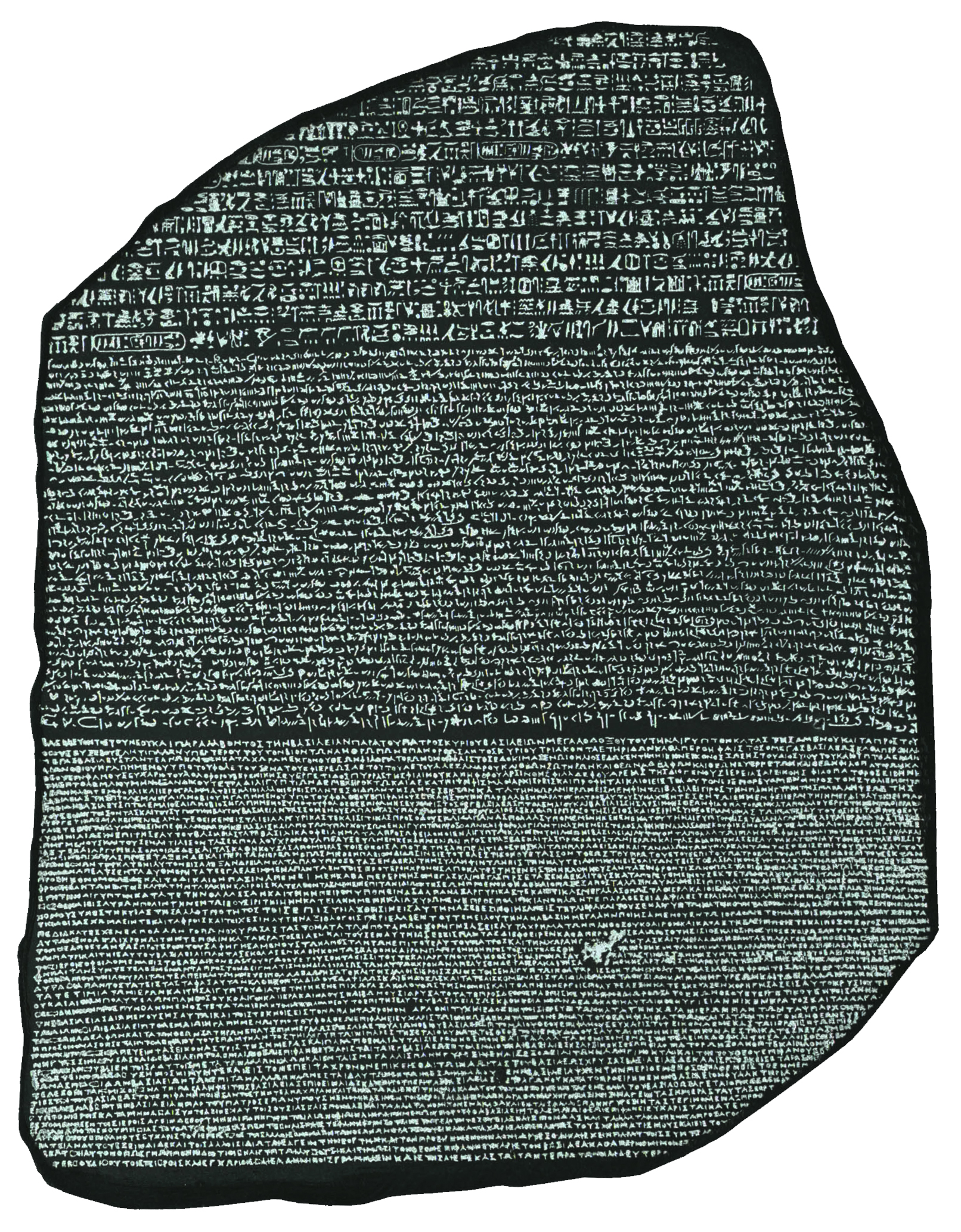
Una fotografía de la piedra Rosetta en blanco y negro y alto contraste, para permitir su lectura.

Los sumos sacerdotes y los profetas y los que entran en el sagrario para vestir a los dioses, y los portadores de plumas y los escribas sagrados, y todos los demás sacerdotes... estando reunidos en el templo de Menfis en este día, declararon:
Desde que reina el faraón Ptolomeo, el eterno, el amado de Ptah, el dios Epífanes Eucaristos, el hijo del rey Ptolomeo y la reina Arsínoe, dioses Filopatores, han sido muy beneficiados tanto los templos como los que viven en ellos, además de todos los que de él dependen, siendo un dios nacido de dios y diosa —como Horus, hijo de Isis y Osiris, quien vengó a su padre—, y siendo benevolentemente dispuesto hacia los dioses, ha dedicado a los ingresos de los templos dinero y grano, y ha invertido mucho dinero para la prosperidad de Egipto, y ha consolidado los templos, ha sido generoso con todos sus medios, y de los ingresos y los impuestos que recibe de Egipto una parte ha sido condonada completamente y otra reducida a fin de que el pueblo y todo lo demás sea próspero durante su reinado… ;

Ha parecido bien a los sacerdotes de todos los templos en la tierra aumentar considerablemente los honores existentes al faraón Ptolomeo, el eterno, el amado de Ptah… y se celebrará una fiesta por el faraón Ptolomeo, el eterno, el amado de Ptah, el Dios Epífanes Eucaristos, anualmente en todos los templos de la tierra desde el primero de Tot durante cinco días en los que se deben lucir guirnaldas, realizar sacrificios y los otros honores habituales; y los sacerdotes deberán ser llamados sacerdotes del Dios Epífanes Eucaristos además de los nombres de los otros dioses a quienes sirven, y su clero se inscribirá a todos los documentos formales y los particulares también podrán celebrar la fiesta y erigir el mencionado altar, y tenerlo en sus casas, realizando los honores de costumbre en las fiestas, tanto mensual como anualmente, con el fin de que pueda ser conocida por todos los hombres de Egipto la magnificencia y el honor del Dios Epífanes Eucaristos el faraón, de acuerdo con la ley.

Casi con toda seguridad, la estela no se elaboró en la localidad de Rashid (Rosetta), donde se halló, y probablemente proceda de un templo situado en el interior del territorio egipcio, seguramente la ciudad real de Sais. El templo del que procedía debió cerrarse en torno al 392 d. C. cuando el emperador del Imperio romano de Oriente, Teodosio I, ordenó la clausura de todos los templos paganos. En algún momento la estela se partió y su fragmento más grande es lo que hoy se conoce como piedra de Rosetta. Los antiguos templos egipcios se utilizaron más tarde como canteras para nuevas construcciones y la estela probablemente se reutilizó como tal. Más tarde se incorporó a los cimientos de una fortaleza que construyó el sultán mameluco Qaitbey (c. 1416/18-1496) para defender el brazo bolbitino del Nilo en Rashid,, donde permaneció otros tres siglos.
Desde el descubrimiento de la piedra de Rosetta, se han hallado otras dos inscripciones del decreto de Menfis: la estela Nubayrah y una inscripción encontrada en el Templo de Filé. A diferencia de aquella, los jeroglíficos de estas otras estaban relativamente intactos y egiptólogos posteriores como Ernest Wallis Budge los usaron para complementar las partes perdidas de la misma.

## Hallazgo
Durante la campaña en Egipto de Napoleón Bonaparte en 1798, acompañaba al ejército expedicionario la Comisión de las Ciencias y de las Artes, un cuerpo compuesto por 167 expertos técnicos. El 15 de julio de 1799, mientras los soldados franceses bajo el mando del coronel d'Hautpoul trabajaban en el refuerzo de las defensas del fuerte Julien, situado a unos 3 km al noreste de la ciudad portuaria egipcia de Rashid (Rosetta), el teniente Pierre-François Bouchard avistó en un lugar donde los soldados habían excavado una placa con inscripciones en una de sus caras. Él y d'Hautpoul vieron de inmediato que podía ser importante e informaron al general Jacques-François Menou, que se encontraba en Rosetta. El hallazgo se anunció a la recién creada asociación científica de Napoleón en El Cairo, el Institut d'Égypte, a través de un informe que redactó el miembro de la comisión Michel Ange Lancret, quien apuntaba que contenía tres inscripciones, la primera en jeroglíficos y la tercera en griego, y sugería acertadamente que todas las inscripciones podían ser versiones de un mismo texto. El informe de Lancret, fechado el 19 de julio de 1799, fue leído en una reunión del Instituto el 25 de julio. Mientras tanto Bouchard transportó la piedra a El Cairo para su examen por expertos. El propio Napoleón inspeccionó la que ya había empezado a llamarse La Pierre de Rosette, la piedra de Rosetta, poco antes de su regreso a Francia en agosto de 1799.
El descubrimiento se anunció en septiembre en el Courrier de l'Égypte, el periódico oficial de la expedición francesa, donde un reportero anónimo expresaba la esperanza de que la piedra fuera algún día la clave para descifrar los jeroglíficos egipcios. En 1800, tres de los expertos técnicos de la comisión idearon algunas formas de hacer copias de los textos de la piedra y uno de ellos, el impresor y lingüista Jean-Joseph Marcel, es reconocido como el primero en percatarse de que el texto central, que se pensaba siríaco, estaba escrito en demótico egipcio, raramente usado para inscripciones y por tanto muy poco visto por los eruditos de la época. Fue el artista e inventor Nicolas-Jacques Conté quien encontró la manera de usar la piedra como un bloque de impresión, y Antoine Galland empleó un sistema ligeramente distinto para reproducir las inscripciones. El general Charles Dugua llevó las impresiones resultantes a París, por lo que los estudiosos europeos podrían ya ver las inscripciones e intentar leerlas.
Tras la marcha de Napoleón, las tropas francesas rechazaron los ataques británicos y otomanos durante 18 meses, hasta que en marzo de 1801 los ingleses desembarcaron en la bahía de Abukir. El general Jacques-François Menou, uno de los primeros en ver la piedra de Rosetta, era entonces comandante de la expedición francesa. Sus tropas, incluida la comisión, se dirigieron al norte hacia la costa mediterránea para encontrarse con el enemigo, transportando la piedra junto con otras antigüedades. Derrotado en la batalla, Menou y los restos de su ejército, portando la piedra, se retiraron a Alejandría, donde fueron rodeados, sitiados y obligados a rendirse el 30 de agosto.

### De posesión francesa a británica

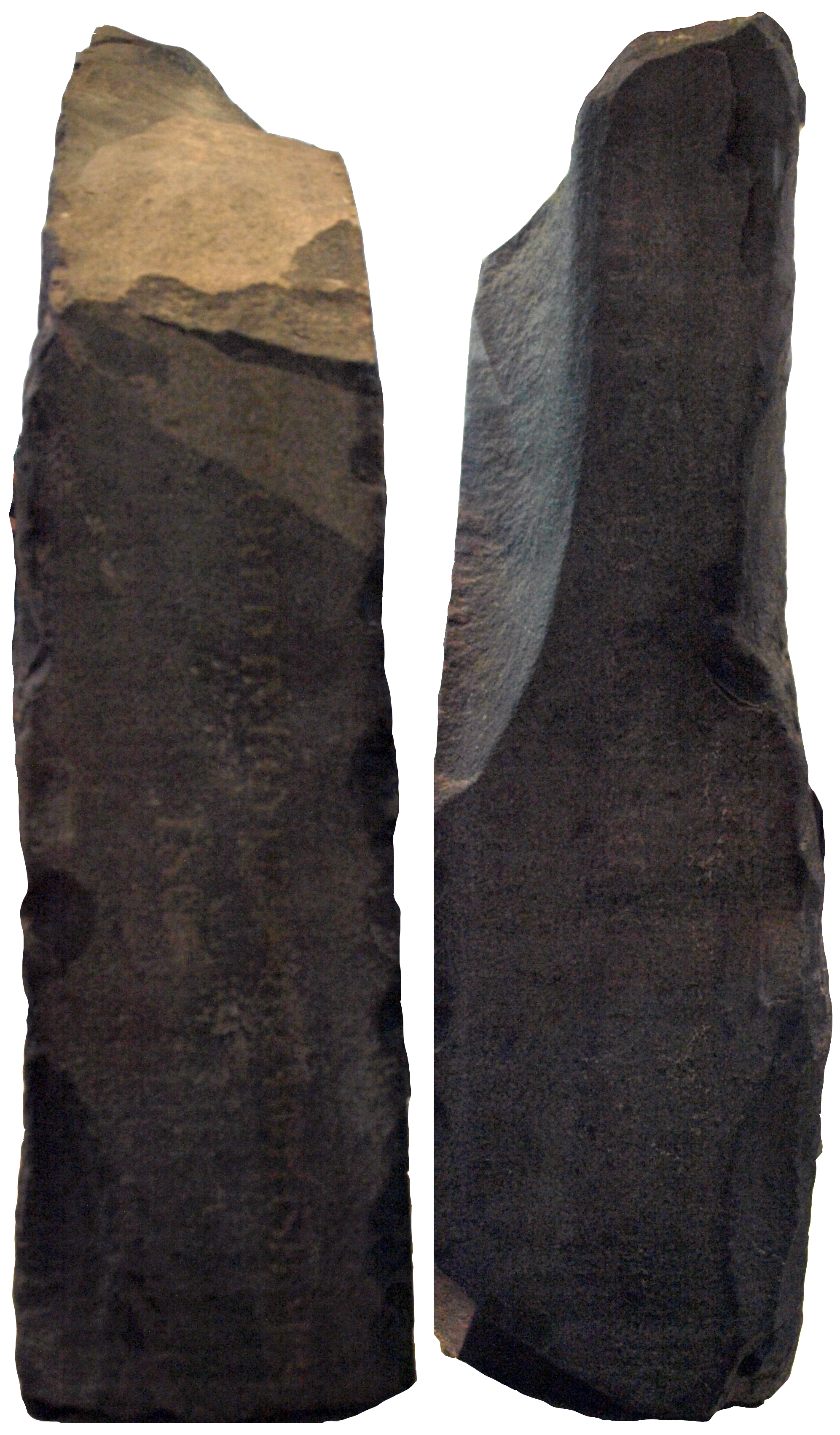
Laterales izquierdo y derecho de la piedra de Rosetta, con inscripciones en inglés.

Tras la rendición, surgió una disputa sobre el destino de todos los descubrimientos y hallazgos que realizaron los franceses en Egipto, entre ellos diversos artefactos, especímenes biológicos, notas, planos y dibujos reunidos por los miembros de la comisión. Menou rehusó entregarlos alegando que pertenecían al Instituto, pero el general británico John Hely-Hutchinson se negó a liberar la ciudad hasta que Menou los cediera a los británicos. Los académicos Edward Daniel Clarke y William Richard Hamilton, recién llegados de Inglaterra, accedieron a examinar las colecciones y dijeron haber visto muchos objetos que los franceses no habían revelado; en una carta, Clarke afirmó: «encontramos en su posesión mucho más de lo que hubiéramos imaginado».
Cuando Hutchinson alegó que todos los materiales eran propiedad de la Corona británica, un académico francés, Étienne Geoffroy Saint-Hilaire, respondió a Clarke y Hamilton que preferirían quemar todos sus descubrimientos —en alusión al legendario incendio de la Biblioteca de Alejandría— antes que dárselos a los británicos. Clarke y Hamilton comunicaron a Hutchinson la posición de los franceses y éste finalmente accedió a que algunos hallazgos; por ejemplo los especímenes naturales permanecieran como propiedad privada de los académicos franceses. Al enterarse, Menou reclamó rápidamente la piedra de Rosetta como su propiedad privada, lo que hubiera significado la permanencia de la estela como posesión francesa, pero el general Hutchinson, quien también era consciente de su valor, no accedió a la petición. Finalmente se alcanzó un acuerdo y la transferencia de objetos se incluyó en la Capitulación de Alejandría, que firmaron los representantes de las fuerzas británicas, francesas y otomanas. 
No está claro cómo se realizó exactamente el pasaje de la piedra de manos francesas a británicas, pues los relatos difieren. El coronel Tomkyns Hilgrove Turner, quien la trasladó a Inglaterra, dijo más tarde que él personalmente la confiscó de manos de Menou y la cargó en un armón. En un relato mucho más detallado, Edward Daniel Clarke afirma que un «funcionario y miembro del Instituto» francés había llevado secretamente a su alumno John Cripps y a Hamilton a la calle tras la residencia de Menou y les había enseñado la piedra, oculta bajo unas alfombras protectoras, en el equipaje del general francés. De acuerdo con Clarke, su informante temía que la estela fuera robada si los soldados franceses la veían. Hutchinson fue informado y se confiscó la piedra, que posiblemente transportó Turner y su armón.
Turner llevó la piedra a Inglaterra a bordo de la fragata francesa capturada HMS Egyptienne y llegó a Portsmouth en febrero de 1802. Sus órdenes eran presentarla junto a otras antigüedades al rey Jorge III, quien, representado por el Secretario de Guerra Lord Hobart, ordenó que debía colocarse en el Museo Británico. De acuerdo al relato de Turner, él instó, y Hobart accedió, a que la estela se presentara a los académicos de la Sociedad de Anticuarios de Londres, de la que Turner era miembro. Fue vista y debatida allí en una reunión el 11 de marzo de 1802.

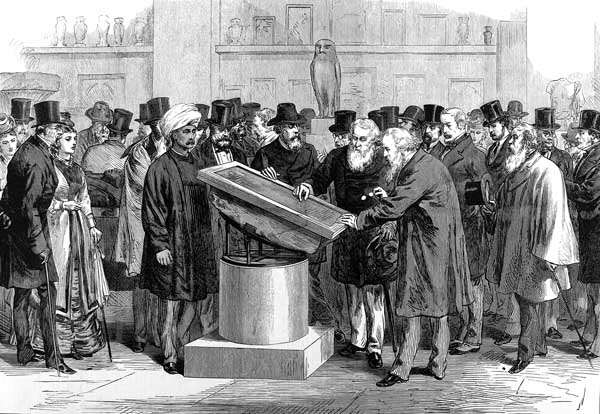
Litografía que muestra expertos inspeccionando la piedra de Rosetta durante el Segundo Congreso Internacional de Orientalistas, en 1874.

Durante 1802, la Sociedad creó cuatro modelos en yeso de las inscripciones, que se entregaron a las universidades de Oxford, Cambridge, Edimburgo y el Trinity College de Dublín. Poco después se hicieron copias impresas de las inscripciones, que circularon entre los eruditos europeos, y a finales de 1802 la piedra fue transferida al Museo Británico, donde permanece hoy. Se le hicieron nuevas inscripciones en inglés, pintadas en blanco en los laterales de la losa, indicando que fue «capturada por el ejército británico» y «presentada por el rey Jorge III».
La piedra ha sido exhibida de forma casi continua en el Museo Británico desde junio de 1802. A mediados del siglo XIX se le adjudicó el número de inventario «EA 24» («EA» significa «Egyptian Antiquities»). Formaba parte de una colección de antiguos objetos egipcios capturados a la expedición francesa que incluían el sarcófago de Nectanebo II o la estatua de un sumo sacerdote de Amón. Pronto se descubrió que los objetos pétreos eran demasiado pesados para los suelos de la Casa Montagu, edificio original del Museo Británico, y se trasladaron a una nueva zona construida dentro de la mansión. La piedra de Rosetta se trasladó a la galería de esculturas en 1834, poco después de que la Casa Montagu se demolera y se remplazara por el edificio que actualmente alberga el Museo Británico. De acuerdo a los registros del museo, la piedra de Rosetta es su objeto más visitado y su imagen ha sido la postal más vendida de la institución durante décadas.

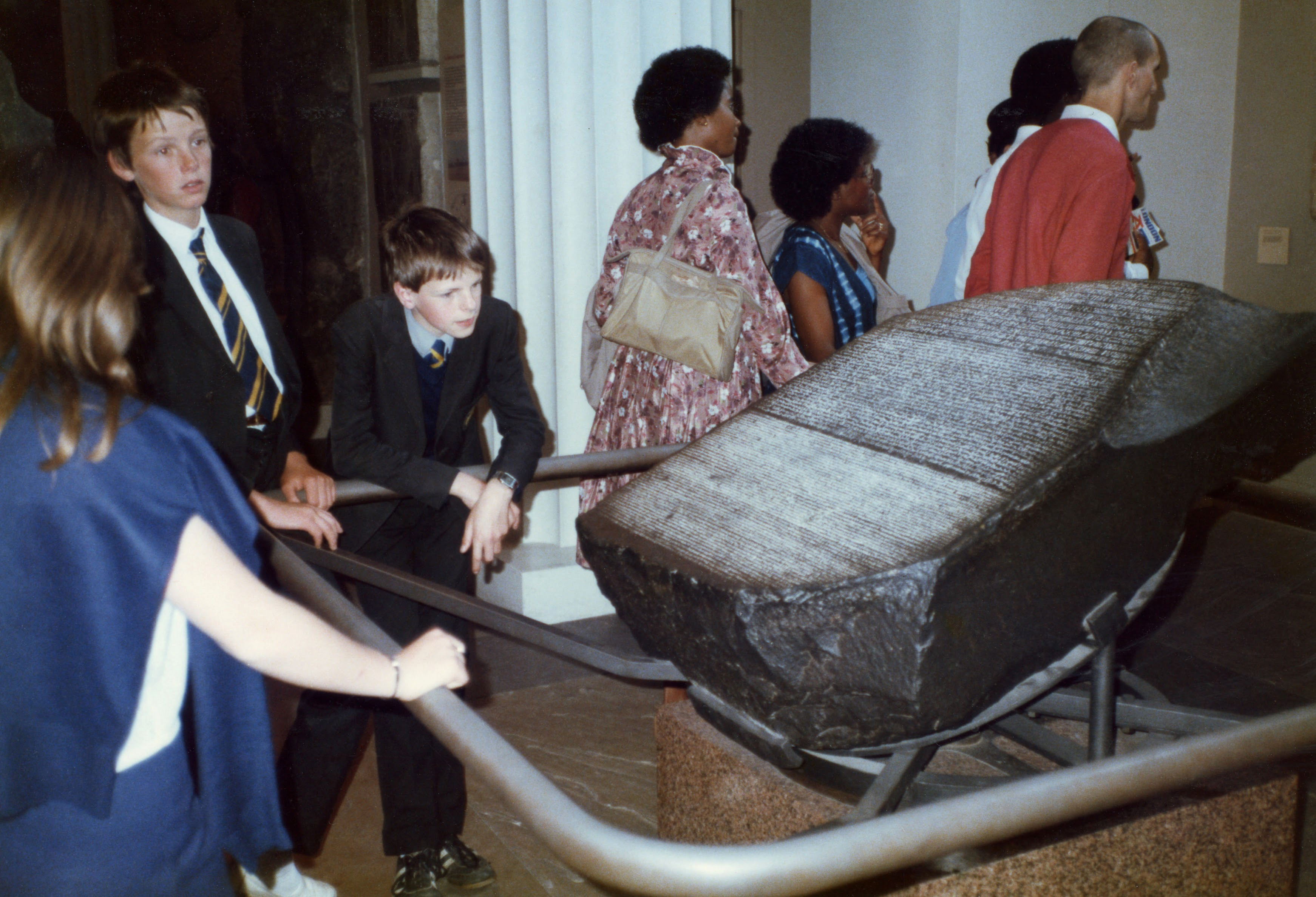
La piedra de Rosetta en exposición en 1985.

La piedra de Rosetta fue exhibida inicialmente con un ligero ángulo de inclinación sobre la horizontal y descansaba en un soporte de metal hecho ex profeso y que requirió de una leve talla de sus laterales para asegurar la estabilidad. En un principio no tenía cubierta protectora, y a pesar de los esfuerzos por evitar que la tocaran los visitantes, en 1874 se hizo necesario colocarle una estructura de protección. Desde 2004 la piedra se expone en una vitrina especial en el centro de la Galería de Escultura Egipcia. Una réplica de la piedra de Rosetta con el aspecto que presentaba a los visitantes a inicios del siglo XIX, sin cristal y libre para ser tocada, se exhibe en la Biblioteca del Rey del Museo Británico.

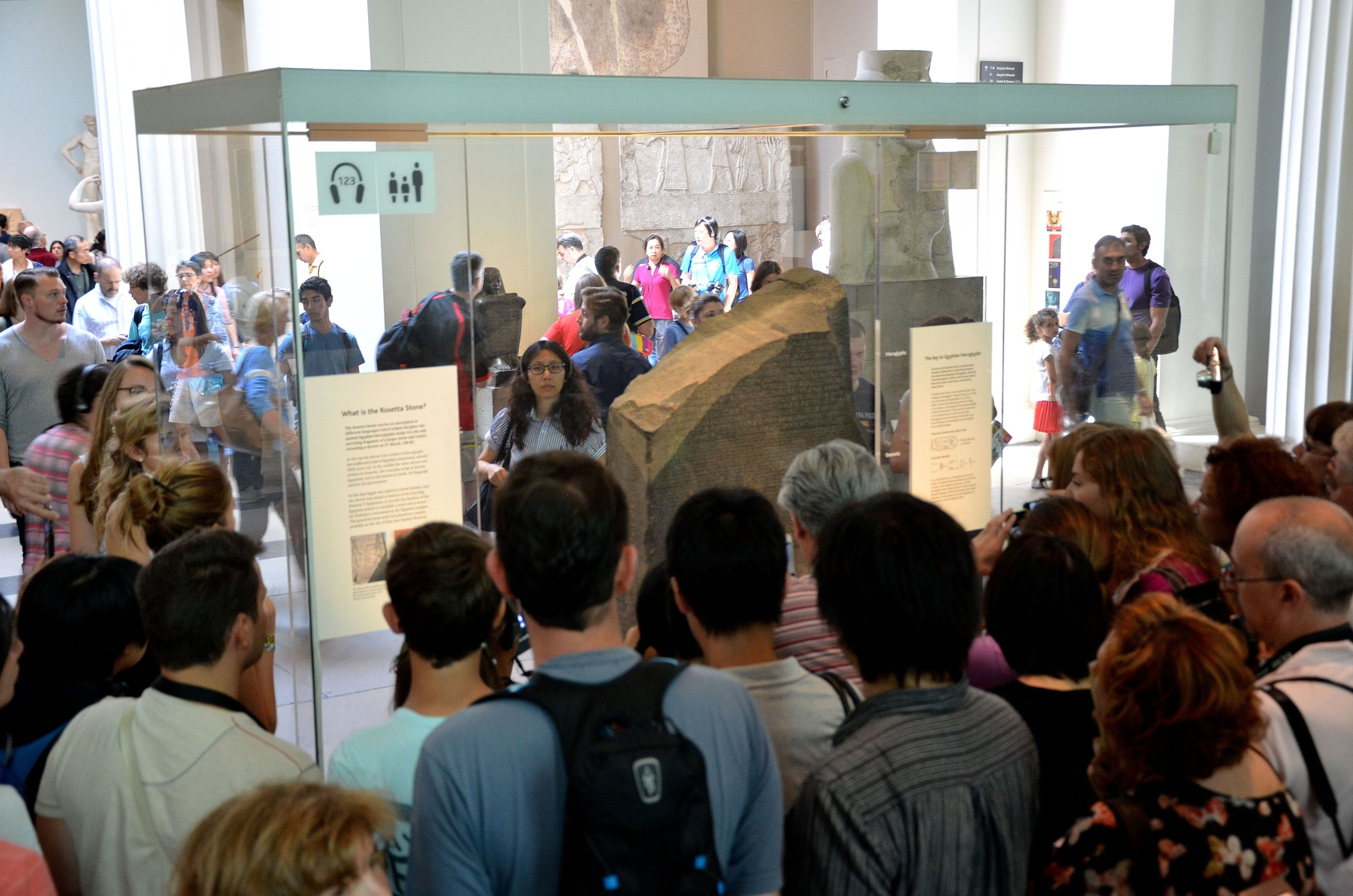
La piedra de Rosetta expuesta en el Museo Británico en 2014.

Hacia el final de la Primera Guerra Mundial, en 1917, los responsables del museo estaban preocupados por los intensos bombardeos de Londres y se trasladó la piedra por su seguridad junto a otros objetos de valor. La estela permaneció los siguientes dos años en una estación del Ferrocarril del Servicio Postal de Londres en Mount Pleasant, a quince metros por debajo del nivel del suelo. Además de en tiempo de guerra, la piedra de Rosetta ha abandonado el museo una sola vez, durante un mes, en octubre de 1972 para exhibirse junto a la famosa carta de Champollion en el Museo del Louvre de París, en el 150.º aniversario de la publicación de la carta que se considera el inicio del descifrado de los jeroglíficos egipcios. Incluso cuando la piedra estaba restaurándose en 1999, los trabajos se llevaron a cabo en la galería para que siguiera estando a la vista del público.

## Lectura de la piedra de Rosetta
Antes del descubrimiento de la piedra de Rosetta y su descifrado no se entendían ni la lengua ni la escritura del antiguo Egipto, pues su conocimiento se había perdido poco antes del fin del Imperio romano. La escritura jeroglífica se había ido especializando, pero en el período ptolemaico, a partir del siglo IV a. C., pocos egipcios eran capaces de leerla. El uso monumental de los jeroglíficos cesó totalmente después del cierre de todos los templos no cristianos en el año 391 d. C. por el emperador romano Teodosio I. La última inscripción conocida, encontrada en Filé y llamada inscripción de Esmet-Akhom, está datada el 24 de agosto del año 396 d. C.
Los jeroglíficos conservaron su atractivo plástico y los autores clásicos destacaron su aspecto, en marcado contraste con los alfabetos griego y latino. Por ejemplo, en el siglo V d. C. el sacerdote Horapolo escribió Hieroglyphica, una explicación de casi doscientos glifos con numerosos errores que, sin embargo, se consideró una autoridad durante mucho tiempo e impidió la comprensión de la escritura egipcia. Más tarde, en los siglos IX y X, los historiadores árabes del Egipto medieval hicieron intentos de descifrarlo. Dhul-Nun al-Misri e Ibn Wahshiyya fueron los primeros historiadores en estudiar la ancestral escritura, a la que relacionaron con el contemporáneo idioma copto que usaron los sacerdotes cristianos de Egipto. Eruditos europeos continuaron haciendo infructuosos intentos de descifrarlo, especialmente Johannes Goropius Becanus en el siglo XVI, Atanasio Kircher en el XVII y Jörgen Zoega en el XVIII. El hallazgo de la piedra de Rosetta en 1799 proporcionó la información esencial perdida, que gradualmente revelaron una sucesión de eruditos, lo que finalmente permitió a Champollion determinar las claves de esta misteriosa escritura. 

### Texto griego
El texto griego de la piedra de Rosetta fue el punto de partida. El griego antiguo era muy conocido por los estudiosos, pero los detalles de su uso durante el período helenístico como lengua de gobierno del Egipto ptolemaico no tanto, pues aún no se habían producido los descubrimientos de grandes papiros griegos. Así, las primeras traducciones del texto griego de la piedra muestran que los traductores tenían dificultades con el contexto histórico y con la jerga administrativa y religiosa. El anticuario Stephen Weston presentó verbalmente la traducción al inglés del texto griego en una reunión de la Sociedad de Anticuarios de Londres en abril de 1802. Mientras tanto, dos de las copias litográficas realizadas en Egipto habían llegado al Instituto de Francia en París en 1801, donde el librero y anticuario Gabriel de La Porte du Theil se puso a trabajar en una traducción del griego. Sin embargo, Napoleón la trasladó a otra parte y hubo de dejar su labor inconclusa en manos de un colega, el también historiador Hubert-Pascal Ameilhon, quien en 1803 publicó por primera vez una traducción del texto griego, tanto en francés como en latín para asegurar su amplia difusión. 
En Cambridge el filólogo Richard Porson trabajó en la esquina perdida del texto griego y sugirió una posible reconstrucción que fue rápidamente puesta en circulación por la Sociedad de Anticuarios mediante impresiones de la inscripción. Casi al mismo tiempo, en Gotinga (Alemania) el arqueólogo Christian Gottlob Heyne hizo una nueva traducción más fiable que la de Ameilhon a partir de una de las impresiones llegadas de Inglaterra. Se publicó por vez primera en 1803 y la reimprimió la Sociedad de Anticuarios junto con la traducción al inglés de Weston, el relato del coronel Turner y otros documentos, en una edición especial de su revista Archaeologia en 1811.

### Texto demótico
En el momento del hallazgo de la piedra, el diplomático y erudito sueco Johan David Åkerblad estaba trabajando en una escritura poco conocida y recientemente descubierta en Egipto, que vino a llamarse demótico. Él la llamó «copto cursivo» porque, aunque tenía muy pocas similitudes con la posterior escritura copta, estaba convencido de que se usó para registrar de alguna forma el idioma copto, derivado directamente de la lengua del antiguo Egipto. El orientalista francés Antoine-Isaac Silvestre de Sacy, que había estado hablando de este trabajo con Åkerblad, recibió en 1801 de Jean-Antoine Chaptal, ministro francés del Interior, una de las primeras impresiones litográficas de la piedra de Rosetta y se dio cuenta de que el texto intermedio era esa misma escritura. Él y Åkerblad se pusieron a trabajar, ambos centrados en el texto intermedio y asumiendo que era una escritura alfabética. Intentaron, en comparación con el griego, identificar dentro del texto desconocido dónde deberían estar los nombres helenos. En 1802 Silvestre de Sacy informó a Chaptal que había identificado cinco nombres («Alexandros», «Alexandreia», «Ptolemaios», «Arsinoe» y el título de Ptolomeo, «Epífanes») y, mientras, Åkerblad publicó un alfabeto de 29 letras, más de la mitad de las cuales eran correctas, que había identificado a partir de los nombres griegos en el texto demótico. Sin embargo, ambos estudiosos no pudieron identificar el resto de caracteres del texto intermedio, que como sabemos ahora contiene símbolos ideográficos junto a los fonéticos.

### Texto jeroglífico

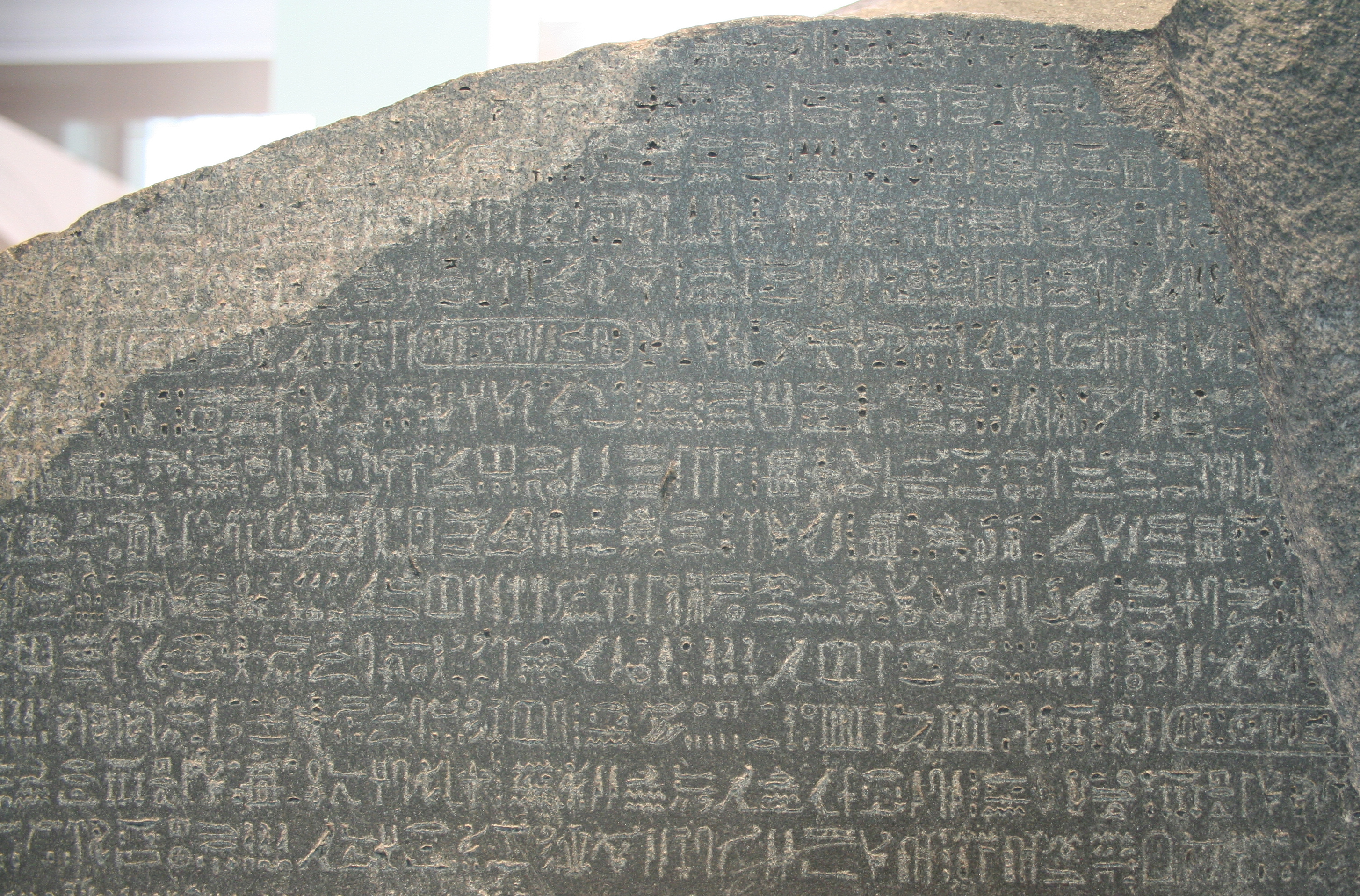
Texto jeroglífico.

Silvestre de Sacy dejó de trabajar en la piedra, pero hizo otra contribución. En 1811, inducido por las conversaciones con un estudiante chino sobre la escritura china, consideró una sugerencia que le había hecho el arqueólogo danés Georg Zoëga en 1797 acerca de que los nombres extranjeros en los jeroglíficos egipcios pudieran estar escritos fonéticamente. También recordó que antes, en 1761, el arqueólogo francés Jean-Jacques Barthélemy había sugerido que los caracteres del interior de los cartuchos jeroglíficos eran nombres propios. Así, cuando Thomas Young, secretario de Relaciones Exteriores de la Royal Society de Londres, le escribió acerca de la piedra en 1814, Silvestre de Sacy le respondió con la sugerencia de que cuando intentara leer texto jeroglífico debería mirar los cartuchos que debían contener los nombres griegos y tratar de identificar caracteres fonéticos en ellos.
Young lo hizo, con dos resultados que prepararon el camino para el desciframiento final. Descubrió en el texto jeroglífico los caracteres fonéticos «p t o l m e s», que se usaron para escribir el nombre griego «Ptolemaios». También se percató de que estos caracteres se parecían a los equivalentes en la escritura demótica, y continuó señalando otras 80 similitudes entre los textos jeroglífico y demótico de la piedra, lo que fue un descubrimiento importante porque se pensaba que ambos eran totalmente diferentes. Esto le llevó a deducir correctamente que la escritura demótica era solo en parte fonética, y que también contenía caracteres ideográficos que imitaban a los jeroglíficos. Las nuevas ideas de Young fueron importantes en el largo artículo «Egypt» con que contribuyó a la Encyclopædia Britannica en 1819. Sin embargo, ya no avanzó más.
En 1814 Young había intercambiado correspondencia sobre la piedra por primera vez con Jean-François Champollion, un profesor francés de Grenoble que había escrito un trabajo académico sobre el antiguo Egipto. Champollion vio en 1822 copias de las breves inscripciones jeroglíficas y griegas del obelisco de Filé, en el que el aventurero y egiptólogo británico William John Bankes había señalado tentativamente los nombres «Ptolomeo» y «Kleopatra» en ambos idiomas, a partir de lo cual Champollion identificó los caracteres fonéticos «k l e o p a t r a». Sobre esta base y la de los nombres extranjeros en la piedra de Rosetta construyó rápidamente un alfabeto de caracteres jeroglíficos fonéticos que aparecen, escritos de su puño y letra, en su célebre carta a M. Dacier, enviada a fines de 1822 para Bon-Joseph Dacier, secretario de la Academia de las inscripciones y lenguas antiguas, e inmediatamente publicada por la Academia. Esta carta marca el verdadero punto de inflexión para la comprensión de los jeroglíficos egipcios, no únicamente por la tabla del alfabeto y el texto principal, sino también por su epílogo, en el que Champollion señala que no solo aparecen en caracteres fonéticos los nombres griegos, sino también los nombres egipcios nativos. Durante 1823 confirmó esto al identificar los nombres de los faraones Ramsés y Tutmosis escritos en cartuchos mucho más antiguos copiados por Bankes en Abu Simbel y enviados a Champollion por el arquitecto Jean-Nicolas Huyot. A partir de este punto las historias sobre la piedra de Rosetta y el desciframiento de los jeroglíficos divergen, pues Champollion se basó en otros muchos textos para desarrollar la primera gramática del antiguo Egipto y un diccionario de jeroglíficos, ambos publicados tras su muerte.

### Labor posterior
El trabajo actual en la piedra se centra en el conocimiento completo de las inscripciones y su contexto mediante la comparación de cada una de las tres versiones entre ellas. En 1824 el erudito clasicista Antoine-Jean Letronne se comprometió a realizar una nueva traducción literal del texto griego para el uso de Champollion, y este a cambio prometió un análisis de todos los puntos en que parecían diferir las tres versiones. Tras la muerte repentina de Champollion en 1832 no se pudo encontrar su proyecto de análisis, y el trabajo de Letronne se estancó. A la muerte en 1838 de François Salvolini, antiguo alumno y asistente de Champollion, este y otros proyectos perdidos se encontraron entre sus papeles, demostrando además que la publicación de Salvolini sobre la piedra en 1837 era plagio. Letronne fue capaz al fin de completar su comentario sobre el texto griego y su nueva traducción al francés, que apareció en 1841. Durante la década de 1850 dos egiptólogos alemanes, Heinrich Karl Brugsch y Max Uhlemann, realizaron traducciones latinas revisadas basadas en los textos demótico y jeroglífico. 
La cuestión sobre cuál es el texto original del que los otros dos son traducciones sigue siendo controvertida. En 1841 Letronne intentó demostrar que la original era la versión griega, el idioma del gobierno egipcio bajo la dominación ptolemaica. Entre los autores recientes, John Ray ha afirmado que «los jeroglíficos eran las inscripciones más importantes sobre piedra: estaban ahí para que los leyeran los dioses y el más erudito de sus sacerdotes». Philippe Derchain y Heinz Josef Thissen han argumentado que las tres versiones se crearon simultáneamente, mientras que Stephen Quirke ve en el decreto «una intrincada fusión de tres tradiciones textuales vitales». Richard Parkinson señala que la versión jeroglífica, alejada del formalismo arcaico, cae de vez en cuando en un lenguaje cercano al registro demótico que los sacerdotes usaban más a menudo en la vida diaria. El hecho de que las tres versiones no puedan compararse palabra por palabra ayuda a entender por qué su descifrado ha sido más difícil de lo inicialmente esperado, especialmente para aquellos estudiosos que estaban esperando una clave bilingüe exacta para los jeroglíficos egipcios.

### Rivalidades

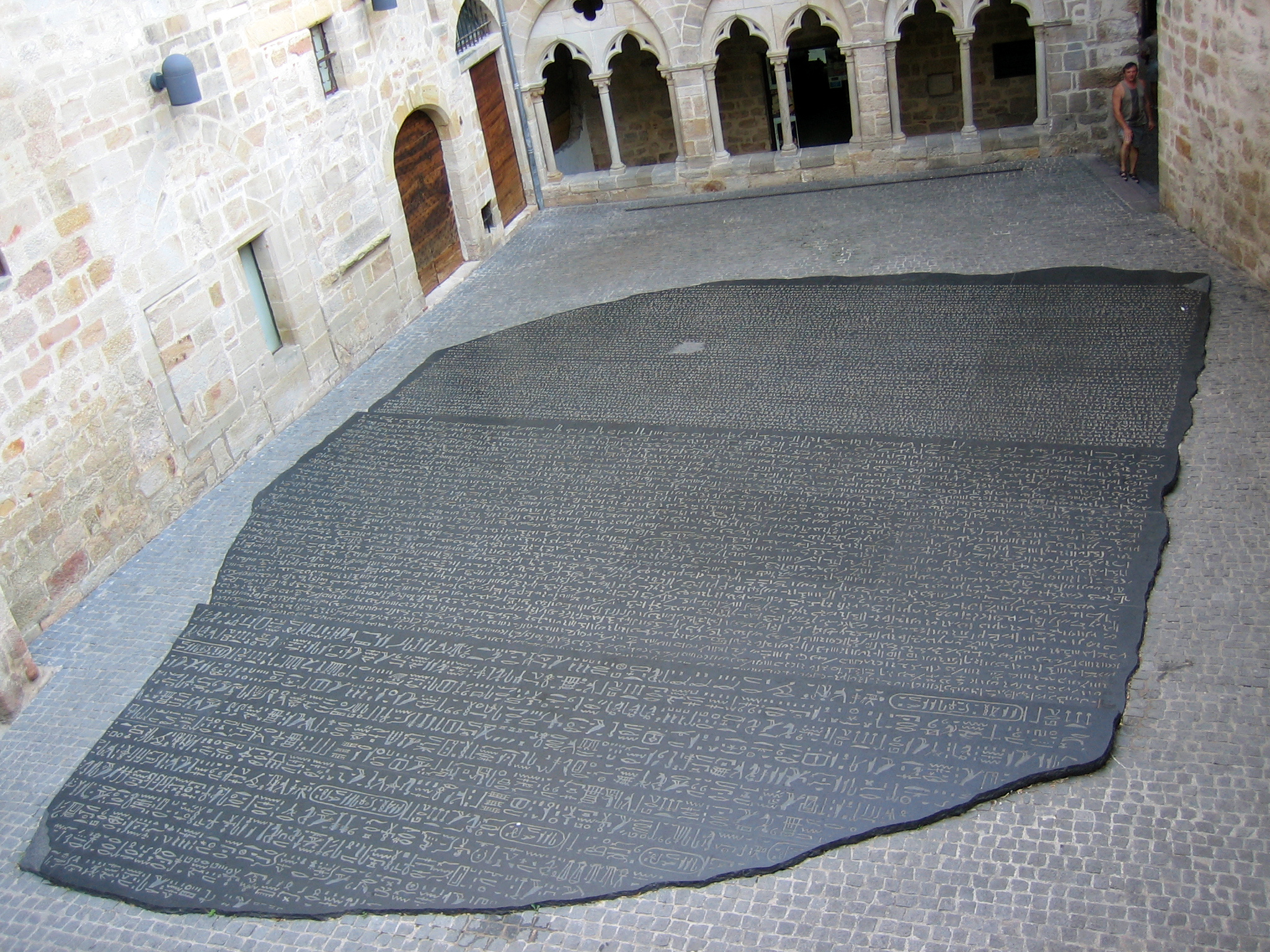
Place des écritures. Una copia gigante de la piedra de Rosetta creada por Joseph Kosuth en Figeac, Francia, lugar de nacimiento de Jean-François Champollion.

La historia del descifrado de la piedra de Rosetta ha estado marcada por disputas acerca de la precedencia y el plagio entre sus estudiosos, incluso antes del asunto Salvolini. El trabajo de Thomas Young es reconocido en la carta de Champollion a M. Dacier en 1822, pero de forma incompleta: por ejemplo, James Browne, un subeditor de la Encyclopædia Britannica que había publicado el artículo de Young de 1819, contribuyó de forma anónima con una serie de artículos en el Edinburgh Review en 1823, alabando el trabajo de Young y denunciando el plagio «sin escrúpulos» de Champollion. Julius Klaproth tradujo estos artículos al francés y los editó en forma de libro en 1827, mientras que la publicación del trabajo del propio Young en 1823 reafirmó sus contribuciones. Las prematuras muertes de Young y Champollion, en 1829 y 1832 respectivamente, no pusieron fin a estas disputas, y el trabajo sobre la estela que publicó en 1904 Ernest Wallis Budge, conservador del Museo Británico, puso un énfasis especial en las contribuciones de Young en contraste con las de Champollion. A principios de la década de 1970 los visitantes franceses del museo se quejaron de que el retrato de Champollion era más pequeño que uno de Young en un panel informativo adyacente, mientras que los visitantes ingleses opinaban lo contrario. En realidad ambos retratos eran del mismo tamaño.

## Peticiones de repatriación a Egipto
En julio de 2003, con motivo del 250 aniversario del Museo Británico, Egipto solicitó por primera vez el retorno de la piedra de Rosetta. Zahi Hawass, el entonces jefe del Consejo Supremo de Antigüedades de Egipto, pidió que la piedra fuera repatriada al país. En declaraciones a los periodistas, instaba: «Si los británicos quieren ser recordados, si quieren recuperar su reputación, deberían ofrecerse a devolver la piedra de Rosetta porque es el símbolo de nuestra identidad egipcia». Dos años después, en París, se repitió la petición incluyendo la piedra como uno de los muchos objetos esenciales pertenecientes a la herencia cultural egipcia, una lista que también incluía el icónico busto de Nefertiti del Museo Egipcio de Berlín, una estatua de Hemiunu, arquitecto de la Gran Pirámide de Guiza y perteneciente al Roemer- und Pelizaeus-Museum de Hildesheim, el zodiaco de Dendera del Louvre de París y el busto de Anjaf del Museo de Bellas Artes de Boston. En 2005 el Museo Británico obsequió a Egipto una réplica de tamaño real de la estela, inicialmente expuesta en el renovado Museo Nacional de Rashid, cercano al lugar en que se encontró la estela. En noviembre de ese mismo año Hawass sugirió un préstamo de tres meses de la piedra de Rosetta, al tiempo que reiteraba que el objetivo final era su retorno definitivo, pero en diciembre de 2009 propuso dejar de reclamar su devolución si el Museo Británico la prestaba durante tres meses para la apertura del Gran Museo Egipcio de Guiza en 2013. Como John D. Ray ha señalado, «llegará el día en que la piedra habrá pasado más tiempo en el Museo Británico que el que lo hizo en Rosetta».
Existe una fuerte oposición entre los museos nacionales a la devolución de objetos de importancia cultural internacional como la piedra de Rosetta. En este sentido, en respuesta a las reiteradas peticiones griegas para la devolución de los Mármoles de Elgin y solicitudes similares a otros museos de todo el mundo, en 2002 unos treinta importantes museos de varios países, entre ellos el Museo Británico, emitieron un comunicado conjunto declarando: «los objetos adquiridos en épocas anteriores deben considerarse a la luz de las diferentes sensibilidades y valores de esa época pasada»; «los museos no sirven solo a los ciudadanos de una nación, sino a gente de todas las naciones».

## Uso idiomático

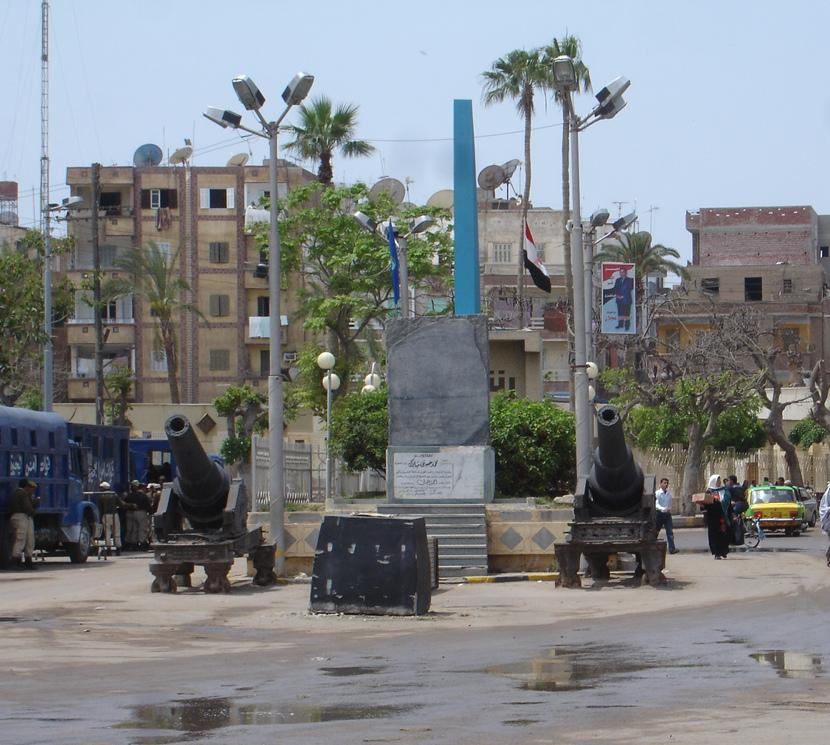
Una réplica de la piedra de Rosetta en Rashid (Rosetta), Egipto.

El término «piedra de Rosetta» se ha utilizado idiomáticamente para definir una evidencia crucial para el proceso de descifrado de información codificada, especialmente cuando una pequeña pero representativa muestra se reconoce como la clave para la comprensión de un todo más amplio. De acuerdo con el Oxford English Dictionary, el primer uso figurativo del término apareció en la edición de 1902 de la Encyclopædia Britannica en una entrada del análisis químico de la glucosa. Un uso casi literal de la frase aparece en la novela de H. G. Wells de 1933 La forma de las cosas por venir (The Shape of Things to Come), en la que el protagonista encuentra un manuscrito redactado en taquigrafía que le proporciona una clave para entender información dispersa escrita a mano y a máquina. Tal vez su uso más importante y destacado en la literatura científica se lo dio el ganador del premio Nobel Theodor W. Hänsch en un artículo de 1979 en la revista Scientific American sobre la espectroscopia, donde dice que «el espectro de los átomos de hidrógeno ha demostrado ser la piedra de Rosetta de la física moderna: una vez que este patrón de líneas se ha descifrado, se podrán entender muchas otras cosas».
Desde entonces el término se ha utilizado ampliamente en otros contextos. Por ejemplo, el conocimiento total del conjunto de antígenos leucocitarios humanos se ha descrito como «la piedra de Rosetta de la inmunología», y la planta crucífera Arabidopsis thaliana también se ha llamado «la piedra de Rosetta de la época de floración». Un brote de rayos gamma en conjunción con una supernova ha sido definido una piedra de Rosetta para comprender el origen de esos brotes de rayos, y la ecografía Doppler el equivalente para los intentos de la medicina por entender el complejo proceso por el que el ventrículo izquierdo del corazón humano puede ser llenado en las diversas formas de disfunción diastólica.
El nombre de la estela egipcia también ha sido recurrente para bautizar varias formas de software de traducción. Rosetta Stone es una marca de software para aprender idiomas creado por Rosetta Stone Ltd., US. «Rosetta» es la denominación de un «traductor ligero dinámico» que permite que las aplicaciones compiladas para un procesador PowerPC puedan ejecutarse en los sistemas de Apple con un procesador x86. «Rosetta» es una herramienta de traducción en línea para ayudar a la localización de software, desarrollada y mantenida por Canonical Ltd. como parte del proyecto Launchpad. Del mismo modo, Rosetta@home es un proyecto de computación distribuida para predecir (o traducir) estructuras proteínicas. El proyecto Rosetta de la Long Now Foundation aspira a recopilar todas las lenguas actualmente en peligro de desaparición, y cuenta con un archivo de 1500 idiomas. La sonda espacial Rosetta fue una misión de doce años (2004-2016) para estudiar el cometa 67P/Churiumov-Guerasimenko con la esperanza de que determinar su composición revele los orígenes del sistema solar.